# 小行星2947
小行星2947（2947 Kippenhahn）是一颗围绕太阳公转的小行星。1955年8月22日，I. 万·豪敦-格勒内费尔德在海德堡发现了此天体。
該小行星以德國天體物理學家和科學作家魯道夫·基彭哈恩命名。
这颗小行星的绝对星等为166.2631030381254等。